# Архангельское (Сокольский район)
Архангельское — село в Сокольском районе Вологодской области на реке Бохтюга. Административный центр Архангельского сельского поселения и Архангельского сельсовета.
Расстояние до районного центра Сокола по автодороге — 15 км. Ближайшие населённые пункты — Корякино, Тупицыно, Погорелка, Фокино, Залесье.
По переписи 2002 года население — 273 человека (144 мужчины, 129 женщин). Преобладающая национальность — русские (99 %).